# Calligrapha philadelphica
Calligrapha philadelphica es una especie de escarabajo del género Calligrapha, familia Chrysomelidae. Fue descrita científicamente por Linnaeus en 1758.
Miden 7-9 mm. Se alimentan de Cornus. Viven en bosques o bordes de bosques. Se encuentran en el norte y este de América del Norte.